# Luis de Carlos
Luis de Carlos, teljes nevén Luis de Carlos Ortiz (Madrid, 1907. március 26. – Madrid, 1997. május 24.) spanyol üzletember, 1978-tól nyolc éven keresztül a Real Madrid spanyol labdarúgócsapat elnöke.
Megválasztására az előző elnök, Santiago Bernabéu halála után került sor. Az ő elnöksége alatt a klub két-két bajnokságot és kupát nyert, de a hetedik BEK-győzelem nem sikerült, miután az 1980-81-es kiírás döntőjében vereséget szenvedett a Liverpooltól.
Az 1985-ös elnökválasztáson nem indult, utódja Ramón Mendoza lett.
| Előző Santiago Bernabéu | A Real Madrid elnöke 1978–1985 | Következő Ramón Mendoza |